# Terrorisme en 2013
Chronologie du terrorisme
- 2009
- 2010
- 2011
- 2012
- 2013
- 2014
- 2015
- 2016
- 2017

Durant l'année 2013, les nombres de décès et d'attentats sont de plus en plus importants. 22 211 personnes ont perdu la vie dans les 11 999 attentats au cours de cette année 2013.

## Événements

### Janvier
- 16 janvier 2013 : Algérie. Une prise d'otages à In Amenas cause la mort de 70 personnes dont 38 otages.

### Février
- 8 février 2013 : Mali. Premier attentat-suicide de l'histoire du Mali, un kamikaze du MUJAO se fait exploser à Gao, à proximité de soldats maliens, l'un d'entre eux est légèrement blessé[2]
- 10 février 2013 : Mali. Un kamikaze du MUJAO explose à Gao sans faire de victime[3].
- 11 février 2013 : Turquie. Attentat contre un poste-frontière près de la Syrie, 17 morts[4].
- 21 février 2013 : Mali. À Kidal un véhicule s'élance dans la cour d’une maison transformée en dépôt de carburant civil et située à proximité de l’aéroport de Kidal. L'explosion de la voiture piégée cause la mort du gardien de la maison et du terroriste du MUJAO à son bord.
- 22 février 2013 : Mali. Deux kamikazes du MUJAO se font exploser avec leur véhicule à In Khalil. 3 combattants du MNLA sont tués, 4 autres grièvement blessés et 3 véhicules détruits[5].
- 26 février 2013 : Mali. attentat de Kidal : Un kamikaze du MUJAO fait exploser son véhicule à un poste de contrôle. 7 combattants du MNLA sont tués dans l'explosion[6] et 11 civils sont blessés.

### Mars
- 23 mars 2013 : Syrie. Dans une mosquée de Damas, un terroriste se fait exploser, causant la mort de Mohamed Saïd Ramadân al Boutî avec 41 autres personnes, avec plus de quatre-vingt blessés[7].

### Avril
- 12 avril 2013 : Mali. 4 soldats tchadiens sont tués à Kidal lors d'un attentat-suicide jihadiste et 8 autres sont blessés.
- 15 avril 2013 : États-Unis. À Boston, 2 bombes explosent à l'arrivée du marathon faisant 3 morts et 264 blessés.

### Mai
- 11 mai 2013 : Turquie. Double attentat à la voiture piégée à Reyhanlı près de la frontière syrienne. 46 personnes sont tuées[8].
- 16 mai 2013 : Afghanistan. Attentat contre l'Otan, 15 morts dont 5 américains[9].
- 23 mai 2013 : Niger. Double attentat, 24 morts.

### Juin
- 23 juin 2013 : Pakistan. 9 touristes alpinistes tués par balles sur les sommets de l'Himalaya ; attentat revendiqué par le Mouvement des Talibans du Pakistan[10].

### Août
- 19 août 2013 : Égypte. Deux attaques contre des policiers font 25 morts à Rafah et 2 morts à Al Arich (Sinaï)[11].
- 23 août 2013 : Liban. Double attentat à la voiture piégée à Tripoli faisant 45 morts.

### Septembre
- 21 au 24 septembre 2013 : Kenya. Attaque du centre commercial Westgate par Al-Shabbaab, qui fait 68 morts et 200 blessés.
- 22 septembre 2013 : Pakistan. Attentat dans une église de Peshawar revendiqué par une faction talibane. Cette attaque, la plus meurtrière contre la communauté chrétienne du pays, fait 82 morts[12].

### Novembre
- 6 novembre 2013: Chine. Attaque à la bombe devant le bureau du parti communiste chinois qui fait 1 mort et 8 blessés[13].
- 19 novembre 2013 : Liban. Un groupe lié à Al-Qaïda revendique un attentat suicide devant l'ambassade d'Iran à Beyrouth, faisant 23 morts[14].

### Décembre
- 24 décembre 2013: Égypte. Une explosion se produit devant un poste de police à Mansourah ; les dégâts sont considérables dans le quartier et 15 personnes sont tuées[15].
- 29 au 30 décembre 2013 : Russie. Des attentats à Volgograd font 33 morts et 85 blessés.